# 미불
미불(米芾, 1051년~1107년)은 중국 북송 시대의 학자, 서예가이다. 채양, 소동파, 황정견과 함께 송4대가로 불린다.
자(字)는 원장(元章)으로 양양만사(襄陽漫士), 해악외사(海岳外史) 등의 호(號)가 있다. 휘종에게 소치(召致)되어 서화학 박사가 되었고, 그의 탁월하고 직관적인 감식안은 그의 비망록 <화사(畵史)> 중에서도 엿볼 수가 있다. 붓을 쓰지않고, 연근이나 사탕수수의 짜고 난 찌꺼기 등을 구사한 조방(粗放)한 화풍은 후세에 '미가산(米家山)'이라 불리는 형식화된 점태법(點苔法)으로 변질되어 남종(南宗) 문인화(文人畵)에 많이 이용되었다.

## 같이 보기
- 중국의 미술
- 중국화 (회화)